# Andrzej Sikorski (urolog)
Andrzej Sikorski(ur. 11 maja 1945 roku w Kaliszu) – prof. dr hab. n. med., urolog, nauczyciel akademicki.

## Życiorys
Jest synem Mariana i Zofii Sikorskich. Miał troje rodzeństwa, siostry Alicję i  Wiesławę oraz brata Jana. W latach 1959-1963 roku uczęszczał do Liceum Ogólnokształcącego im. Adama Asnyka w Kaliszu. Mimo iż przejawiał talent muzyczny (gra na pianinie) i sportowy (wioślarstwo, tenis), po ukończeniu liceum zdecydował się na wojskowe studia medyczne.
W Wojskowej Akademii Medycznej w Łodzi studiował m.in. pod kierunkiem anatoma i chirurga, kmdr. Wiesława Łasińskiego. Dyplom lekarza medycyny uzyskał 13 maja 1969 roku. Dwuletni staż podyplomowy odbywał w szpitalu klinicznym WAM w Łodzi. Część stażu odbył w Klinice Ginekologiczno-Położniczej Centrum Medycznego w Belgradzie. Związany z wojskiem, w latach 1971-1972 pracował na stanowisku starszego lekarza pułku. W latach 1972-1982 był pracownikiem naukowym WAM (od asystenta do adiunkta). Specjalizację z chirurgii ukończył pod kierunkiem płk. prof. Stanisława Barcikowskiego. W Klinice Urologii WAM pod kierunkiem prof. Jana Leńko, doc. Stanisława Cieślińskiego i prof. Eugeniusza Miękosia odbył studia specjalizacyjne z zakresu urologii. W 1975 roku otrzymał stopień doktora nauk medycznych. W 1980 roku uzyskał tytuł specjalisty urologa. W 1983 roku habilitował się (dysertacja Morfologia męskich gruczołów płciowych  dodatkowych po niektórych operacjach urologicznych). Trzy lata później, ze względów politycznych, został zwolniony z wojska (w stopniu podpułkownika) i z macierzystej uczelni. Zadecydowały o tym m.in. brak przynależności do PZPR oraz kontakty z bratem Janem, kapłanem blisko związanym z Solidarnością.
Od 1987 roku mieszka w Szczecinie. W kwietniu 1987 roku w wyniku konkursu objął stanowisko kierownika Katedry i Kliniki Urologii Pomorskiej Akademii Medycznej (obecnie Pomorski Uniwersytet Medyczny) w Szczecinie. 
Umiejętności zawodowe doskonalił w wielu ośrodkach zagranicznych, m.in. u dra Kaulena w Bremie, prof. Hartunga w Monachium,  prof. Thibaulta w Paryżu, prof. Vallancienna w Institut Mutualiste Montsouris w Paryżu, prof. Scardino w Memorial Sloan Kettering Hospital w Nowym Jorku oraz w Pekinie, Heilbrum i w Berlinie. Jest członkiem i pracownikiem zespołu naukowego International Hereditary Cancer Center, założonego i prowadzonego przez prof. Jana Lubińskiego. Jego pionierskie metody w zakresie wykorzystania laparoskopii w urologii pozwoliły w 1993 roku kierowanemu przez niego zespołowi dokonać usunięcia nerki tą małoinwazyjną metodą. Wprowadził również wiele nowatorskich metod m.in. w zakresie leczenia kamicy nerkowej, dzięki czemu w 2007 roku szczecińska klinika  uzyskała europejską akredytację (European Board of Urology), a jej pracownicy zostali uhonorowani wysoko cenionymi nagrodami naukowymi PTU i EAU (Tampere - 2007).
Początkowo pracował jako nauczyciel akademicki w Zakładzie Anatomii WAM kierowanym przez kmdr. prof. Wiesława Łasińskiego. Od 1987 roku jest wykładowcą szczecińskiej uczelni medycznej. Jest recenzentem przewodów habilitacyjnych i profesorskich. W 1993 roku uzyskał tytuł profesora medycyny. Jest konsultantem wojewódzkim w dziedzinie urologii w województwie zachodniopomorskim. 
Należy do grona najczęściej publikujących pracowników naukowych szczecińskiej uczelni; autor lub współautor ponad 300 prac i doniesień zjazdowych oraz autor rozdziałów w podręcznikach urologii (w tym dwa na temat laparoskopii). 
Jest członkiem lub członkiem honorowym licznych towarzystw lekarskich w kraju i za granicą. Od 1977 roku należy do Polskiego Towarzystwa Urologicznego, którego członkiem Zarządu Głównego był przez trzy kadencje. Jedną kadencję przewodniczył Głównej Komisji Rewizyjnej Towarzystwa. Przez trzy kolejne kadencje był wiceprzewodniczącym Oddziału Północno-Zachodniego PTU. W latach 2000-2004 był przewodniczącym Sekcji Endourologii i ESWL PTU. Przez cztery lata był delegatem Towarzystwa do European Board of Urology. W latach 1996-2002 był delegatem krajowym do Société  Internationale d'Urologie.
W ramach Polskiego Towarzystwa Urologicznego organizował w Szczecinie liczne sympozja i konferencje naukowe. W 1992 roku zorganizował Polsko-Szwedzkie Sympozjum Urologiczne, podczas którego po raz pierwszy zrealizowano telewizyjny przekaz zabiegu prostatektomii radykalnej z bloku operacyjnego na duży ekran sali wykładowej. Był także współorganizatorem i przewodniczącym 23 i 34 Kongresu PTU, które odbyły się w roku 1993 i 2004. 
Ma żonę Małgorzatę i córkę Paulinę. 

## Wybrane publikacje (autor lub współautor)
- 1992 – Urologia
- 1997 – Choroby gruczołu krokowego
- 2002 – Chirurgia laparoskopowa
- 2002 – Guzy nerek
- 2011 – Genetyka kliniczna nowotworów 2011 (pod red. J. Lubińskiego) - rozdz. 12 Genetyka kliniczna raka prostaty

## Czasopisma medyczne
- „Urologia Polska” (członek redakcji, autor)
- „Urology” (członek redakcji, autor)
- „Videochirurgia” (członek redakcji, autor)
- „Zeszyty Naukowe Kaliskiego Towarzystwa Lekarskiego” (autor)

## Nagrody i wyróżnienia
- 1993 – nominacja do tytułu „Szczecinianin Roku” w plebiscycie prasowym
- 1997 – nagroda zespołowa Ministra Zdrowia i Opieki Społecznej za osiągnięcia w pracy naukowo-badawczej
- 2001 – Członek Honorowy Kaliskiego Towarzystwa Lekarskiego

## Odznaczenia
- 2001 – medal 100-lecia Kaliskiego Towarzystwa Lekarskiego
- 2010 – „Za zasługi dla Pomorskiej Akademii Medycznej w Szczecinie”